# Antoine Lumière
Antoine Lumière  (Ormoy (Haute-Saône), 13 de março de 1840 - Paris em 15 de abril de 1911) foi um pintor, fotógrafo e empresário francês. Foi o pai de Auguste e Louis Lumière.